# David Per
David Per, slovenski kolesar, * 13. februar 1995, Dolenje Kronovo.
Per je profesionalni kolesar, ki je tekmoval za ekipi Adria Mobil in Bahrain–Merida med letoma 2009 in 2022. V letih 2012 in 2013 je osvojil naslov slovenskega državnega prvaka med mladinci v kronometru ter drugo in tretje mesto v cestni dirki, v letih 2014 in 2015 pa je osvojil naslov slovenskega državnega prvaka do 23 let v kronometru. Leta 2016 je osvojil tretje mesto na članskem državnem prvenstvu v cestni dirki in belgijsko dirko Ronde van Vlaanderen Beloften.